# Pływanie na Letnich Igrzyskach Olimpijskich 2008 – 1500 m stylem dowolnym mężczyzn
1500 m stylem dowolnym mężczyzn – jedna z konkurencji pływackich, które odbyły się podczas XXIX Igrzysk Olimpijskich. Eliminacje miały miejsce 15 sierpnia, a finał konkurencji 17 sierpnia. Wszystkie etapy konkurencji przeprowadzone zostały na Pływalni Olimpijskiej w Pekinie.
Na swoich trzecich igrzyskach olimpijskich Oussama Mellouli z Tunezji zdobył złoty medal i w finale pobił rekord Afryki (14:40,84). Mistrz olimpijski z Sydney i Aten, Australijczyk Grant Hackett zajął drugie miejsce, ze stratą 0,69 s do zwycięzcy wyścigu finałowego. Brąz wywalczył reprezentant Kanady Ryan Cochrane, który w finale uzyskał czas 14:42,69.
W trzecim wyścigu eliminacyjnym, Cochrane ustanowił nowy rekord olimpijski (14:40,84). Płynący w piątym wyścigu eliminacyjnym, rekordzista świata Grant Hackett poprawił ten rekord o prawie dwie sekundy, uzyskując czas 14:38,92.

## Terminarz
Wszystkie godziny podane są w czasie chińskim (UTC+08:00) oraz polskim (CEST).
| Data             | Godzina rozpoczęcia | Godzina rozpoczęcia |            |
| Data             | UTC+08:00           | CEST                |            |
| ---------------- | ------------------- | ------------------- | ---------- |
| 15 sierpnia 2008 | 18:57               | 12:57               | Eliminacje |
| 17 sierpnia 2008 | 10:14               | 04:14               | Finał      |

## Rekordy
Przed zawodami rekord świata i rekord olimpijski wyglądały następująco:
| Rekord            | Zawodnik      | Czas     | Miejsce | Data             |
| ----------------- | ------------- | -------- | ------- | ---------------- |
| Rekord świata     | Grant Hackett | 14:34,56 | Fukuoka | 29 lipca 2001    |
| Rekord olimpijski | Grant Hackett | 14:43,40 | Ateny   | 21 sierpnia 2004 |

W trakcie zawodów ustanowiono następujące rekordy:
| Data        | Etap konkurencji      | Zawodnik      | Czas     | Rekord |
| ----------- | --------------------- | ------------- | -------- | ------ |
| 15 sierpnia | wyścig eliminacyjny 3 | Ryan Cochrane | 14:40,84 | OR     |
| 15 sierpnia | wyścig eliminacyjny 5 | Grant Hackett | 14:38,92 | OR     |

## Wyniki

### Eliminacje
| Miejsce | Wyścig | Tor | Zawodnik             | Państwo           | Czas       | Uwagi |
| ------- | ------ | --- | -------------------- | ----------------- | ---------- | ----- |
| 1.      | 5      | 5   | Grant Hackett        | Australia         | 14:38,92   | Q,    |
| 2.      | 3      | 5   | Ryan Cochrane        | Kanada            | 14:40,84   | Q,    |
| 3.      | 3      | 4   | Jurij Priłukow       | Rosja             | 14:41,13   | Q,    |
| 4.      | 5      | 6   | Zhang Lin            | Chiny             | 14:45,84   | Q,    |
| 5.      | 3      | 3   | David Davies         | Wielka Brytania   | 14:46,11   | Q     |
| 6.      | 4      | 6   | Oussama Mellouli     | Tunezja           | 14:47,76   | Q     |
| 7.      | 4      | 2   | Sun Yang             | Chiny             | 14:48,39   | Q     |
| 8.      | 5      | 3   | Larsen Jensen        | Stany Zjednoczone | 14:49,53   | Q     |
| 9.      | 4      | 4   | Mateusz Sawrymowicz  | Polska            | 14:50,30   |       |
| 10.     | 4      | 5   | Federico Colbertaldo | Włochy            | 14:51,44   |       |
| 11.     | 5      | 4   | Peter Vanderkaay     | Stany Zjednoczone | 14:52,11   |       |
| 12.     | 5      | 1   | Spiridon Janiotis    | Grecja            | 14:53,32   | NR    |
| 13.     | 2      | 3   | Nicolas Rostoucher   | Francja           | 15:00,58   |       |
| 14.     | 2      | 5   | Mads Glæsner         | Dania             | 15:03,33   |       |
| 15.     | 4      | 3   | Craig Stevens        | Australia         | 15:04,82   |       |
| 16.     | 3      | 6   | Park Tae-hwan        | Korea Południowa  | 15:05,55   |       |
| 17.     | 4      | 7   | Samuel Pizzetti      | Włochy            | 15:07,02   |       |
| 18.     | 3      | 7   | Takeshi Matsuda      | Japonia           | 15:09,17   |       |
| 19.     | 5      | 8   | Gergő Kis            | Węgry             | 15:09,67   |       |
| 20.     | 2      | 2   | Tom Vangeneugden     | Belgia            | 15:11,04   | NR    |
| 21.     | 1      | 5   | Florian Janistyn     | Austria           | 15:12,46   | NR    |
| 22.     | 5      | 7   | Troyden Prinsloo     | Południowa Afryka | 15:12,64   |       |
| 23.     | 3      | 1   | Serhij Fesenko       | Ukraina           | 15:13,03   |       |
| 24.     | 2      | 4   | Maciej Hreniak       | Polska            | 15:16,16   |       |
| 25.     | 3      | 8   | Richard Charlesworth | Wielka Brytania   | 15:17,27   |       |
| 26.     | 4      | 8   | Marcos Rivera        | Hiszpania         | 15:18,98   |       |
| 27.     | 3      | 2   | Sébastien Rouault    | Francja           | 15:21,14   |       |
| 28.     | 2      | 1   | Dragoș Coman         | Rumunia           | 15:24,05   |       |
| 29.     | 2      | 7   | Fernando Costa       | Portugalia        | 15:26,21   |       |
| 30.     | 1      | 3   | Petyr Stojczew       | Bułgaria          | 15:28,84   |       |
| 31.     | 5      | 2   | Nikita Łobincew      | Rosja             | 15:35,47   |       |
| 32.     | 1      | 6   | Ryan Arabejo         | Filipiny          | 15:42,77   |       |
| 33.     | 2      | 8   | Ricardo Monasterio   | Wenezuela         | 15:45,98   |       |
| 34.     | 1      | 4   | Juan Martín Pereyra  | Argentyna         | 15:49,57   |       |
| 35.     | 1      | 2   | Ediz Yildirimer      | Turcja            | 16:28,79   |       |
| 36. !   | 2      | 6   | Christian Kubusch    | Niemcy            | 99:99,99 ! | DNS   |
| 36. !   | 4      | 1   | Luka Turk            | Słowenia          | 99:99,99 ! | DNS   |

### Finał
| Miejsce | Tor | Zawodnik         | Państwo           | Czas     | Uwagi |
| ------- | --- | ---------------- | ----------------- | -------- | ----- |
| 1 !     | 7   | Oussama Mellouli | Tunezja           | 14:40,84 | AF    |
| 2 !     | 4   | Grant Hackett    | Australia         | 14:41,53 |       |
| 3 !     | 5   | Ryan Cochrane    | Kanada            | 14:42,69 |       |
| 4.      | 3   | Jurij Priłukow   | Rosja             | 14:43,21 |       |
| 5.      | 8   | Larsen Jensen    | Stany Zjednoczone | 14:48,16 |       |
| 6.      | 2   | David Davies     | Wielka Brytania   | 14:52,11 |       |
| 7.      | 6   | Zhang Lin        | Chiny             | 14:55,20 |       |
| 8.      | 1   | Sun Yang         | Chiny             | 15:05,12 |       |